# Glorianda Cipolla
Glorianda Cipolla (* 2. Oktober 1946 in Courmayeur, Aostatal) ist eine ehemalige italienische Skirennfahrerin sowie Weltmeisterschafts- und Olympiateilnehmerin, die vor allem im Slalom erfolgreich war.

## Karriere
Bei den Olympischen Spielen 1968 errang sie als beste Platzierung den siebten Platz im Slalom, wo sie 3,88 Sekunden Rückstand auf Marielle Goitschel aufwies. Lotte Nogler kam auf Rang 20, Clotilde Fasolis auf Rang 22 und Giustina Demetz schied im zweiten Durchgang aus. Cipolla kam im Riesenslalom auf Rang 23 und hatte in diesem Rennen 5,89 Sekunden Rückstand auf Nancy Greene. Die beste Italienerin war Giustina Demetz auf Rang 14; Lotte Nogler kam auf Rang 31 und Clotilde Fasolis auf Rang 32. In der Abfahrt belegte Cipolla Rang 31 und hatte 8,15 Sekunden Rückstand auf Olga Pall. Gleich vor lag Clotilde Fasolis und war zwölf Hundertstelsekunden schneller als Cipolla. In der Abfahrt war Giustina Demetz auf Rang 13 die beste Italienerin und Lotte Nogler schied aus.
Im Weltcup kam Cipolla acht Mal unter die besten zehn, die beste Platzierung gelang ihr im Slalom am 4. Januar 1969 in Oberstaufen mit Rang fünf, wo sie 1,60 Sekunden Rückstand auf Gertrud Gabl hatte. In Endklassement war ihre beste Klassifikation in der allerersten Weltcupsaison (1967) mit Rang 21 und im Slalom auf Rang 13. In dieser Saison hatte sie einen sechsten und vier siebte Plätze.

## Erfolge

### Olympische Spiele
- Grenoble 1968: 31. in der Abfahrt, 23. im Riesenslalom, 7. im Slalom

### Weltmeisterschaften
- Grenoble 1968: 31. in der Abfahrt, 23. im Riesenslalom, 7. im Slalom

### Weltcupwertungen
- Acht Platzierungen unter den besten zehn

| Saison  | Gesamt | Gesamt | Abfahrt | Abfahrt | Riesenslalom | Riesenslalom | Slalom | Slalom |
| Saison  | Platz  | Punkte | Platz   | Punkte  | Platz        | Punkte       | Platz  | Punkte |
| ------- | ------ | ------ | ------- | ------- | ------------ | ------------ | ------ | ------ |
| 1967    | 21.    | 14     |         |         |              |              | 13.    | 14     |
| 1968    | 43.    | 5      |         |         |              |              | 26.    | 5      |
| 1968/69 | 28.    | 10     |         |         |              |              | 19.    | 10     |